# Bassenheim
Bassenheim település Németországban, Rajna-vidék-Pfalz tartományban. Lakosainak száma 2967 fő (2023. december 31.).

## Fekvése
Ochtendungtól keletre fekvő település.

## Leírása

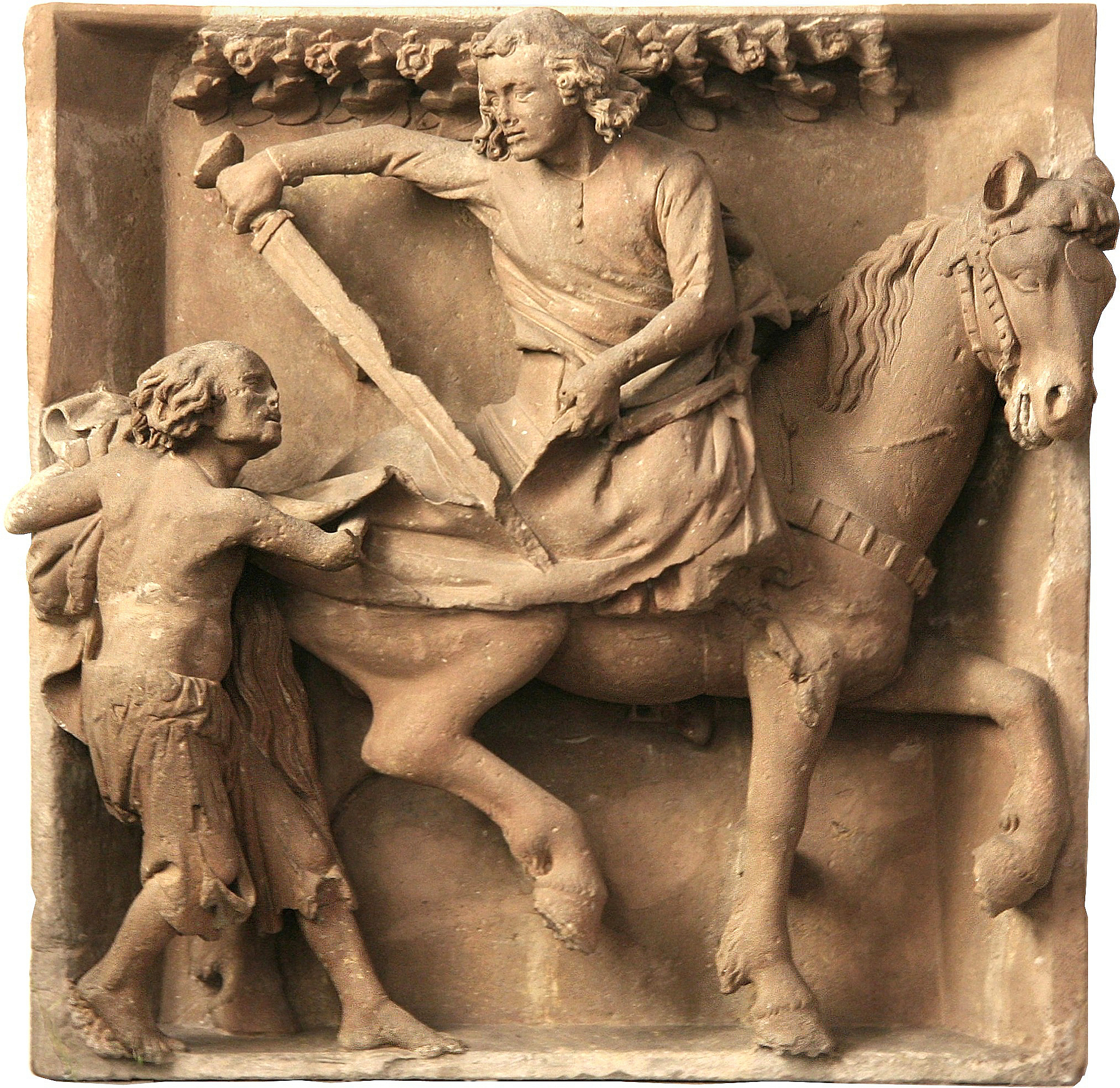
Szt. Márton dombormű

Az 1800-1900-as évek fordulóján épült katolikus plébániatemploma nagy értékű művészeti alkotást őriz. 1239-ben a híres Naumburgi Mester szürke homokkőből készített szoborszerű domborművét, amely Szt. Mártont ábrázolja lovon, amint kabátját éppen kettészeli, hogy felét egy koldusnak adja.
A dombormű a mainzi dómból került 1683-ban Bassenheimbe. A mű a középkor egyik legszebb alkotása jelenleg a templom északi mellékoltárát díszíti.

## Galéria

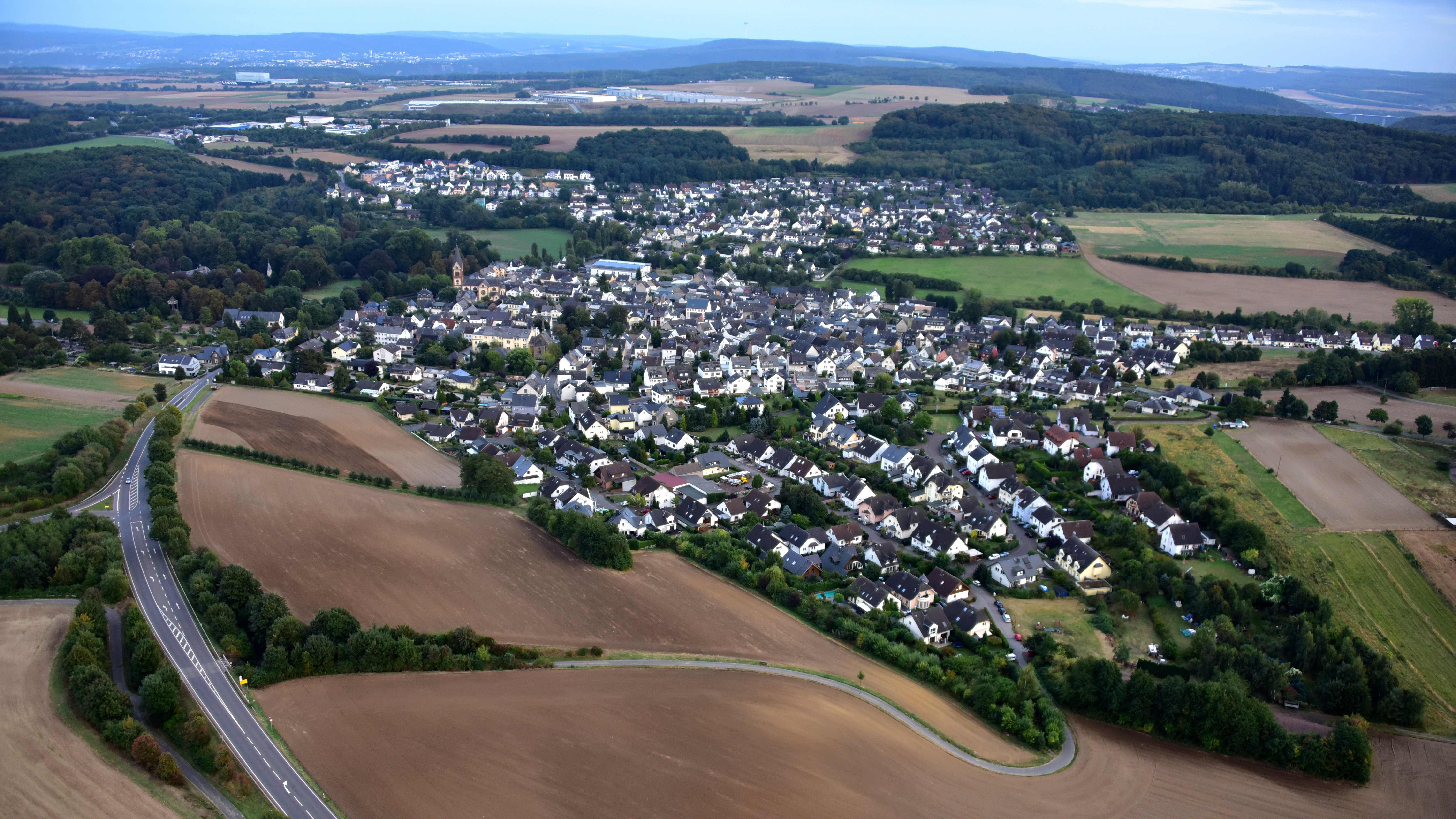
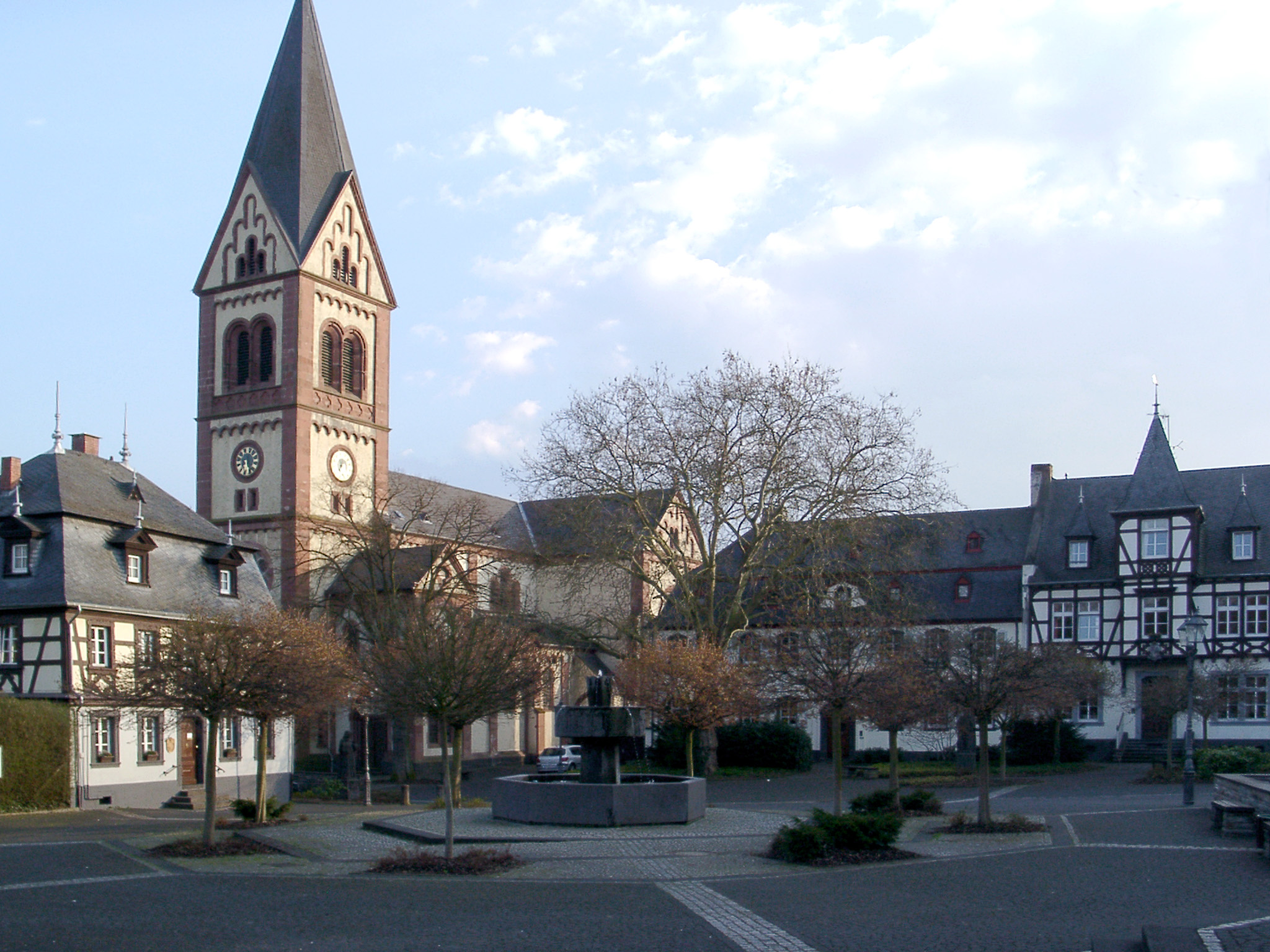
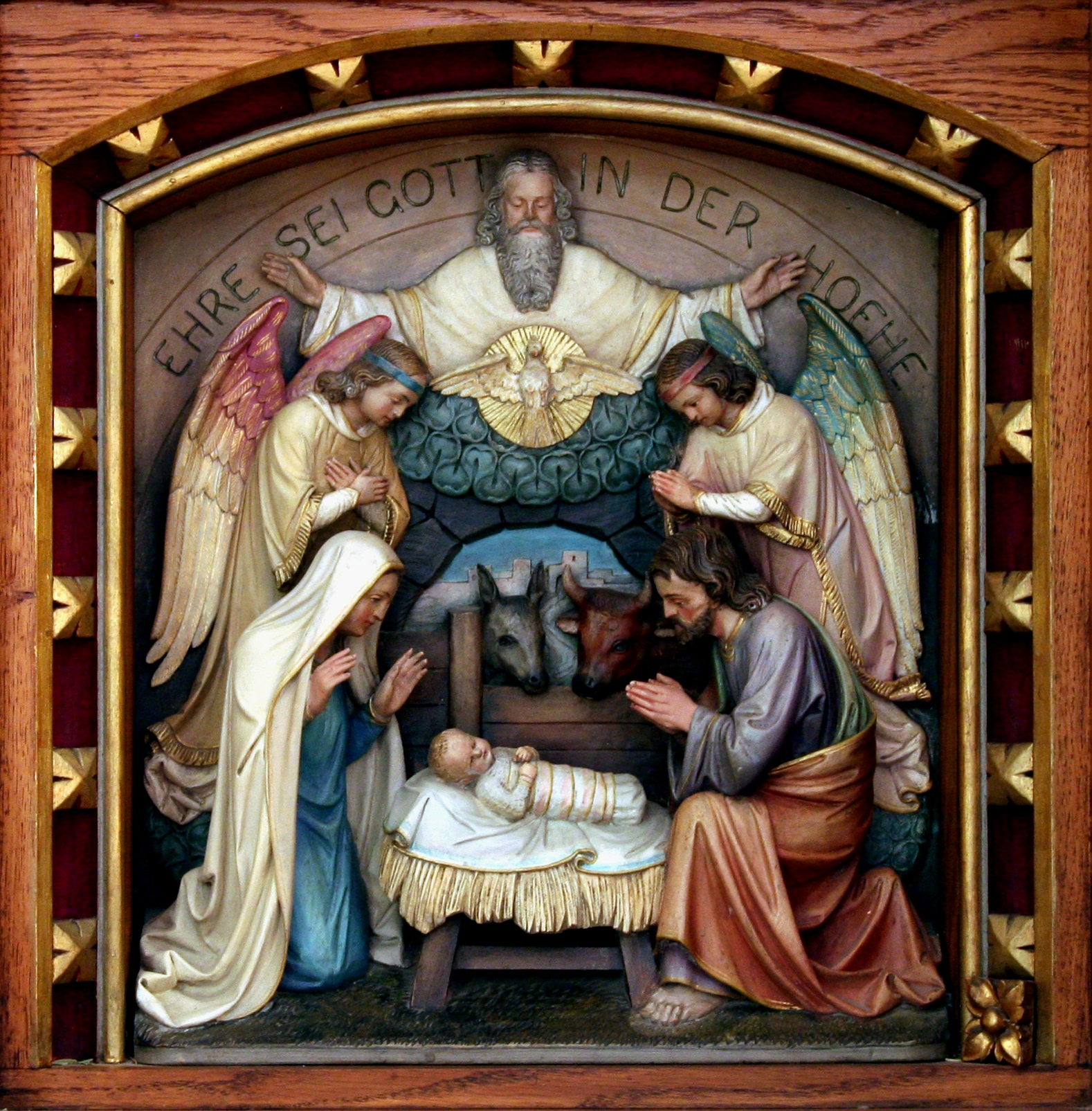
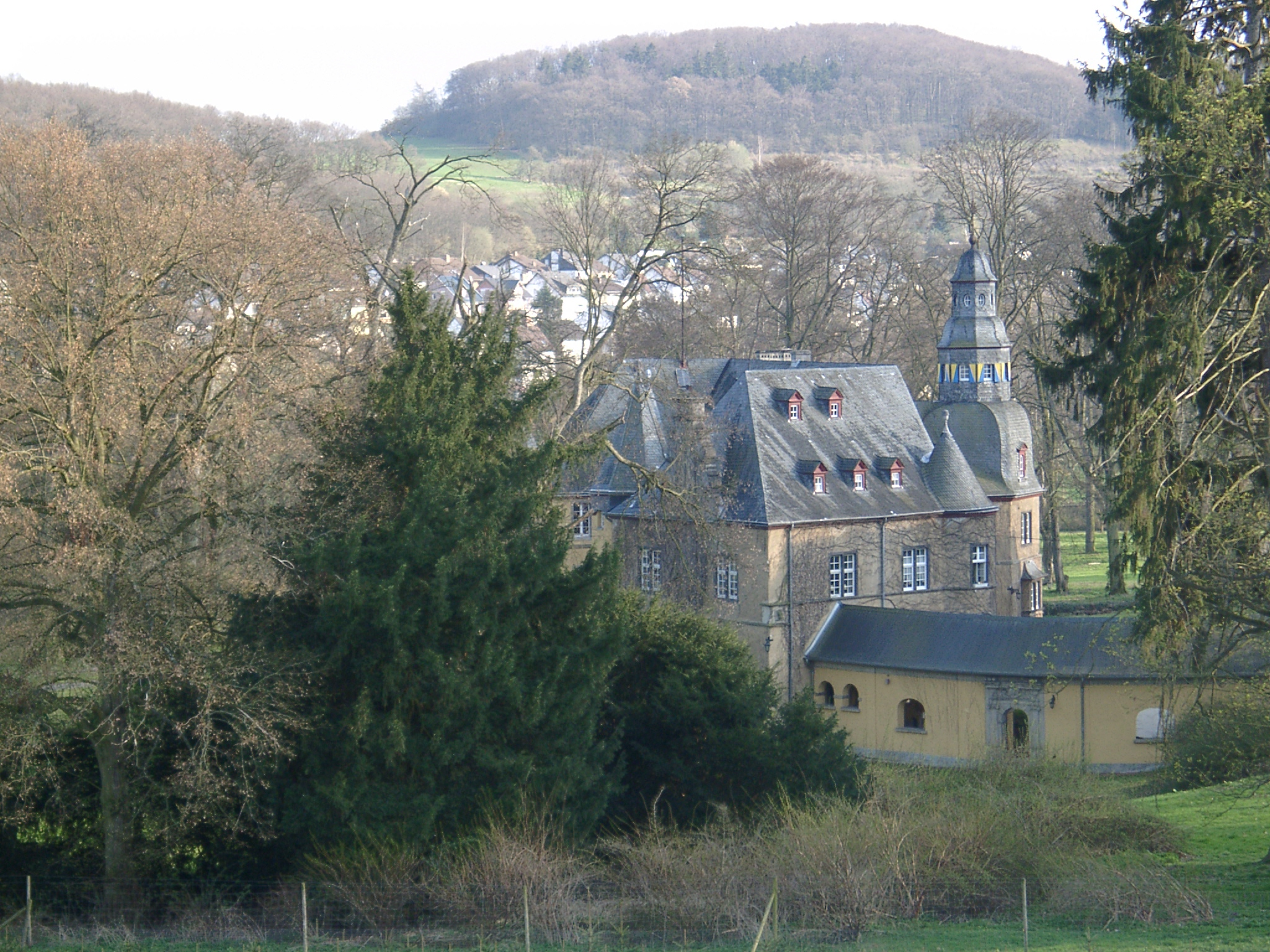
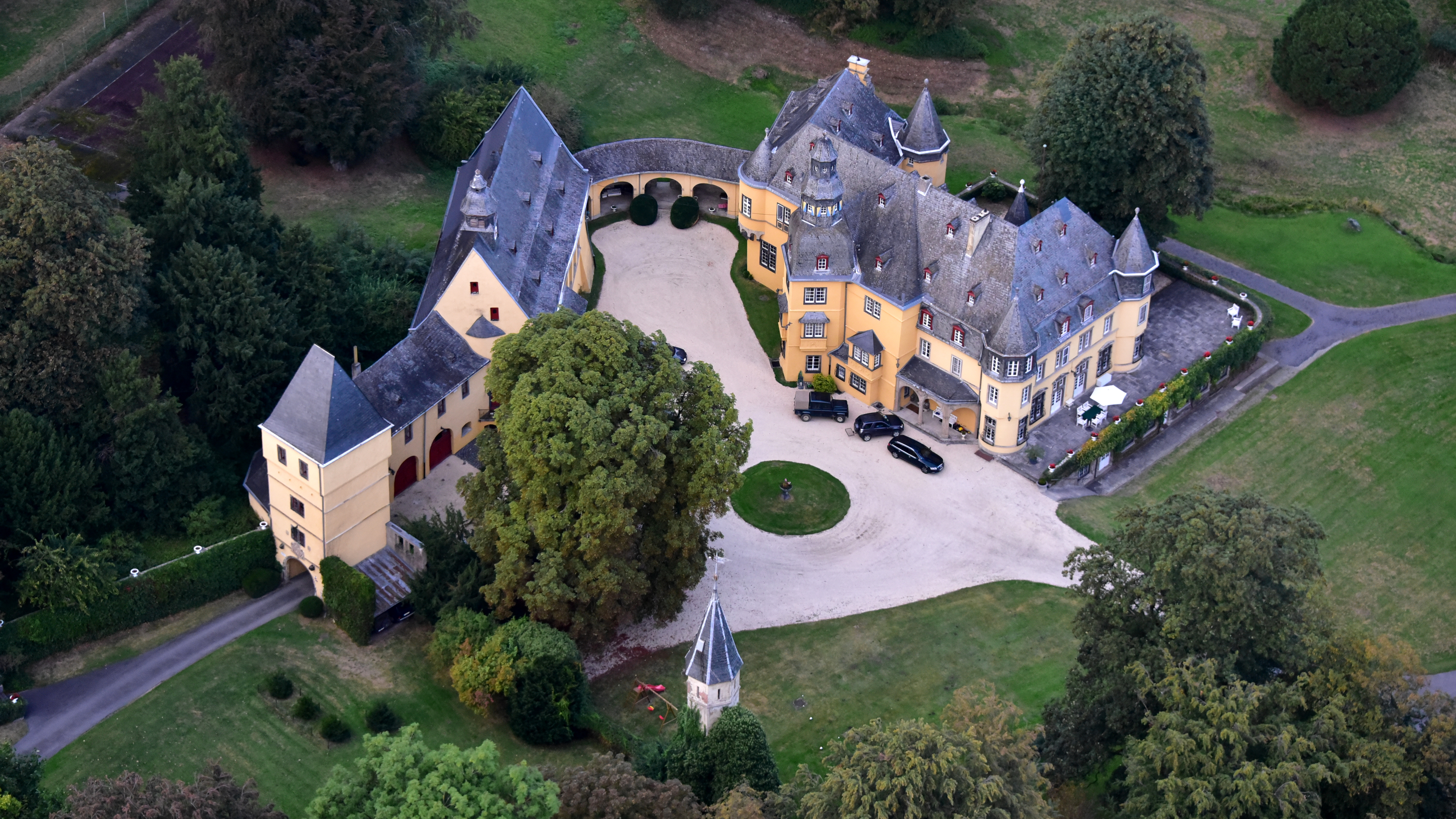
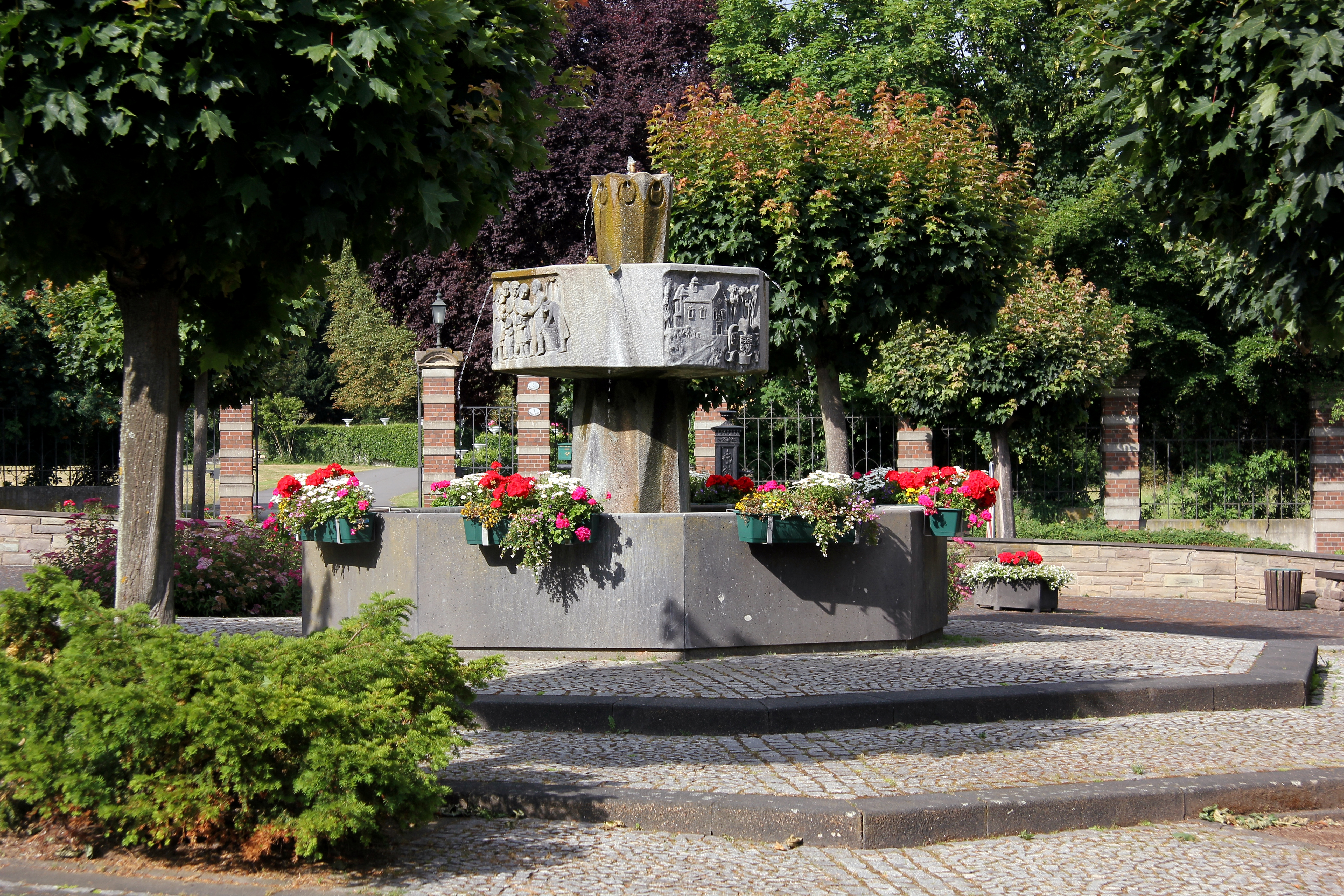

## Nevezetességek
- Kastély - 1614-ben épült.
- Plébániatemplom

## Népesség
A település népességének változása:
| Lakosok száma | 2328 | 2942 | 2894 | 2867 | 2901 | 2967 |
|               | 1975 | 2017 | 2019 | 2021 | 2022 | 2023 |